# Ternant (Nièvre)
Ternant ist eine französische Gemeinde mit 167 Einwohnern (Stand: 1. Januar 2022) im  Département Nièvre in der Region Bourgogne-Franche-Comté. Sie gehört zum Arrondissement Château-Chinon (Ville) und zum Kanton Luzy.

## Geographie
Ternant liegt etwa 58 Kilometer ostsüdöstlich von Nevers im Morvan. Das Gemeindegebiet wird vom Fluss Cressonne durchquert, der hier noch Ruisseau du Moulin du Comte genannt wird. Umgeben wird Ternant von den Nachbargemeinden Savigny-Poil-Fol im Norden, Tazilly im Osten, Cressy-sur-Somme im Südosten und Süden, Saint-Seine im Südwesten sowie La Nocle-Maulaix im Westen.

## Bevölkerungsentwicklung
| Jahr                       | 1962 | 1968 | 1975 | 1982 | 1990 | 1999 | 2006 | 2013 | 2020 |
| Einwohner                  | 423  | 408  | 378  | 303  | 240  | 237  | 206  | 220  | 182  |
| Quellen: Cassini und INSEE |      |      |      |      |      |      |      |      |      |

## Sehenswürdigkeiten
- Kirche Saint-Roch mit zwei kunsthistorisch wertvollen Retablen
- Schloss Ternant

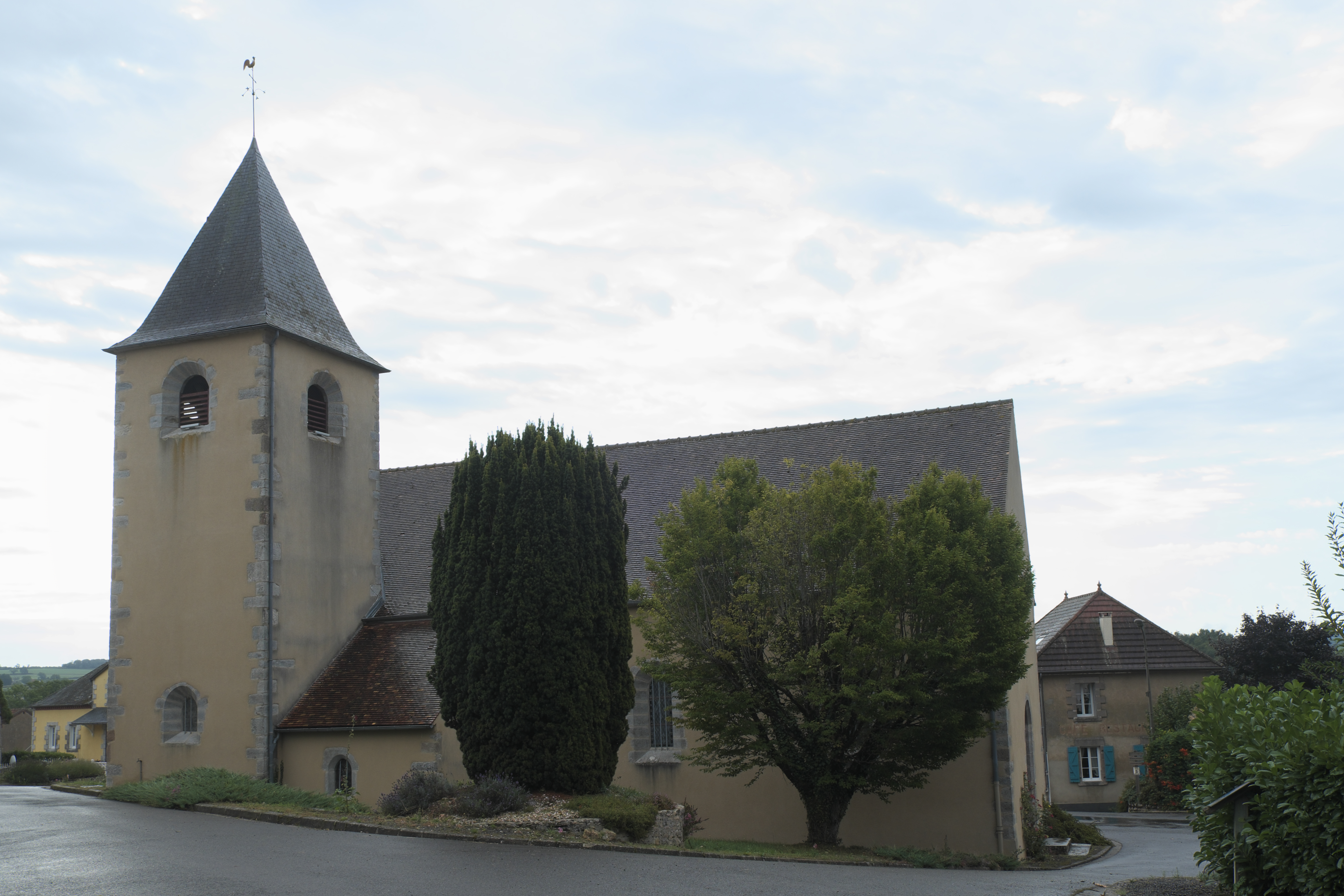
Kirche Saint-Roch
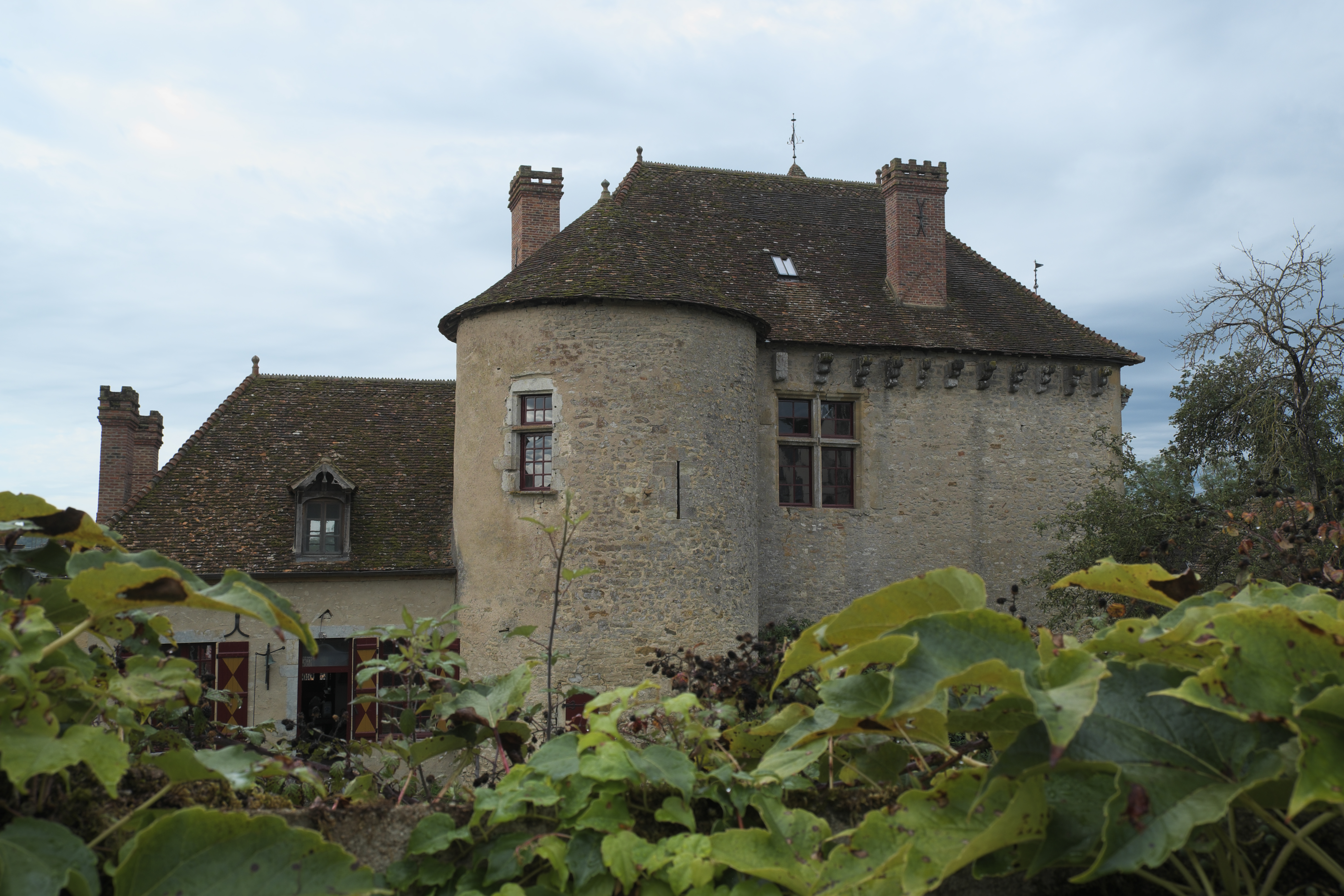
Schloss Ternant

## Persönlichkeiten
- Philippe de Ternant (1400–1456), Kammerherr, Förderer der Kunst